# Вишній Жипов
Вишній Жипов або Вишній Жіпов (словац. Vyšný Žipov) — село в Словаччині, Врановському окрузі Пряшівського краю. Розташоване в східній частині Словаччини в північній частині Поздішовської височини в долині Топлі.
Уперше згадується у 1363 році.
У селі є римо-католицький костел в стилі пізнього бароко (1736—1745 рр.), протестантська церква (1952—1957 рр). та палац в стилі класицизму (перша половина XIX століття).

## Населення
| Рік:            | 1993 | 2003    | 2013    | 2023    |
| --------------- | ---- | ------- | ------- | ------- |
| Кількість осіб: | 1160 | 1225    | 1197    | 1151    |
| Різниця:        |      | +5,60 % | -2,28 % | -3,84 % |

| Рік:            | 2022 | 2023    |
| --------------- | ---- | ------- |
| Кількість осіб: | 1159 | 1151    |
| Різниця:        |      | -0,69 % |

У селі проживає 1205 осіб.
Національний склад населення (за даними перепису 2001 року):
- словаки — 96,80 %,
- цигани — 2,87 %,
- українці — 0,16 %,
- угорці — 0,08 %.

Склад населення за приналежністю до релігії станом на 2001 рік:
- протестанти — 52,70 %,
- римо-католики — 34,75 %,
- греко-католики — 7,05 %,
- православні — 0,16 %,
- не вважають себе вірянами або не належать до жодної конфесії — 2,13 %.